# Pat Casey

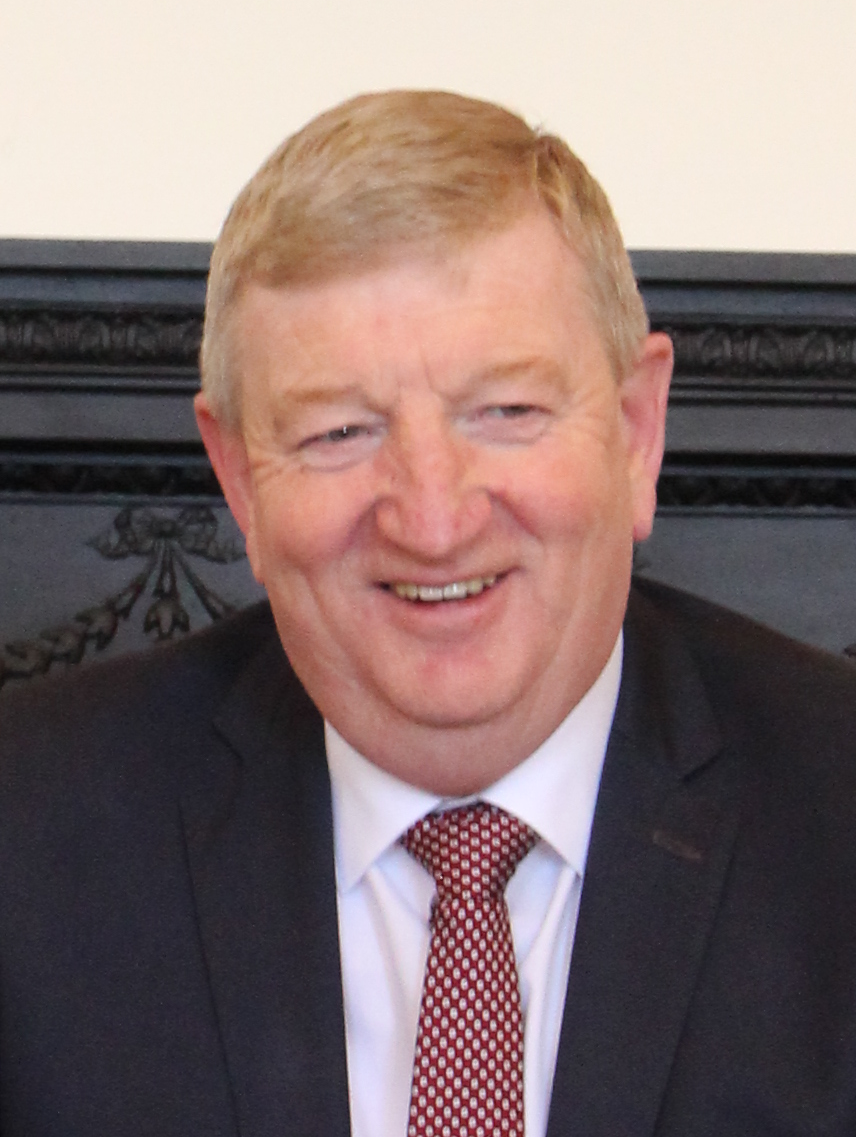
Pat Casey (2024)

Pat Casey (* 11. März 1962 in Laragh, County Wicklow, Irland) ist ein irischer Politiker der Fianna Fáil (FF). Von 2020 bis 2024 war er Teachta Dála (Abgeordneter) im Dáil Éireann. Seit 2024 ist er Mitglied des Seanad Éireann.

## Leben
Pat Casey führte nach seiner Schulzeit das von seiner Familie betriebene Hotel in Glendalough.
2004 wurde er als unabhängiger Kandidat in den Wicklow County Council gewählt. 2007 trat er der Fianna Fáil bei. 2009 konnte er den Sitz verteidigen. Bei den Wahlen zum Dáil Éireann 2016 konnte er einen Sitz im Dáil Éireann im Wahlkreis Wicklow erringen. Er zog als Teachta Dála in den Dáil Éireann ein. Bei den Wahlen 2020 verpasste er den Sitz. Er wurde jedoch über die Arbeitsliste in den Seanad Éireann gewählt.

## Privates
Der frühere Bischof von Galway Eamon Casey (1927–2017) ist der Onkel von Pat Casey.